# Pioglitazone
La pioglitazone, commercialisée sous le nom d'Actos et en association avec la metformine sous le nom de Competact, fait partie d'une classe d'antidiabétique oral apparue sur le marché  en 2002 : les thiazolidinediones. Les deux médicaments commercialisés ont été retirés du marché en France en 2011 en raison d'une majoration du risque de cancer de la vessie.

## Mode d'action
Le mode d'action diffère des autres antidiabétiques. La rosiglitazone agit sur le récepteur PPAR gamma, ce qui induit une augmentation de la sensibilité des cellules à l'insuline, et donc une meilleure utilisation de cette dernière. La pioglitazone agit sur les adipocytes (cellules graisseuses), les hépatocytes (cellules du foie), et les cellules musculaires.
Elle diminue le taux sanguin de triglycérides et augmente celui du HDL cholestérol. Elle diminue également la pression artérielle et a une action anti-thrombotique, le tout entraînant un ralentissement de la progression des plaques d'athérome au niveau des artères coronaires et carotidienne.

## Efficacité
L'HbA1c peut être réduite ce qui diminuerait le risque de passage du stade d'intolérance au glucose au stade de diabète de type II, aux prix d'un poids augmenté et d'une rétention hydro-sodée. Elle diminue le risque de survenue d'une maladie cardiovasculaire en cas de résistance à l'insuline. En particulier son administration en prévention secondaire permet de diminuer le nombre d'accidents vasculaires cérébraux.
La pioglitazone est  testée pour ses effets dans l'ataxie de Friedreich (maladie neurodégénérative).
Elle a également une certaine efficacité dans le traitement de la leucémie myéloïde chronique. En effet, l'association pioglitazone/imatinib s'est montrée plus efficace que l'imatinib seul (traitement de référence).
En France l'amélioration du service médical rendu (SMR) de la pioglitazone est cotée au niveau V en 2008, soit une absence d'amélioration du service médical rendu malgré un prix de vente élevé,. Le rapport bénéfice/risque de la molécule a été réévalué, : risque cardiovasculaire et risque de cancer de la vessie, ce qui motive le retrait du marché en 2011.

## Effets indésirables
La prise de pioglitazone entraîne une rétention hydrosodée pouvant provoquer des œdèmes et un risque d'insuffisance cardiaque en cas de maladie cardiaque préexistante. Ce médicament est logiquement contre-indiqué dans l'insuffisance cardiaque.
Il existe une augmentation des cancers de la vessie chez les patients traités,, qui n'a pas cependant été retrouvée dans toutes les études, motivant le retrait du marché français le 9 juin 2011.